# Robert I van Frankrijk
Robert I van Frankrijk of van Parijs (15 augustus 866 - Soissons, 15 juni 923) was koning van West-Francië van 922 tot zijn dood.

## Biografie
Robert was de jongste zoon van hertog Robert de Sterke en een broer van Odo I van Frankrijk, die zijn vader opvolgde als hertog. In 885 vocht Robert met zijn broer Odo tijdens de verdediging van Parijs tegen de Vikingen. Toen Odo in 888 tot koning van West-Francië werd gekozen, droeg hij al zijn andere titels over aan Robert. Robert werd daardoor hertog van Francië, markgraaf van Neustrië, graaf van onder andere Parijs, Tours en Orléans, en lekenabt van onder andere Saint-Denis, Marmoutier en Saint-Martin in Tours, Saint-Germain-des-Pres in Parijs, Notre-Dame de Morienval en Saint-Amand. In 893 benoemde Odo hem ook tot graaf van Poitiers maar hij werd door de lokale adel verdreven. Na de dood van Odo in 898 had Robert een kans om zelf koning te worden maar zag ervan af en steunde het koningschap van Karel de Eenvoudige. In ruil bevestigde Karel Robert in al zijn functies en bezittingen.
De vrede tussen Karel en Robert bleef duren tot in 921. In die periode versloeg Robert in 911 de Vikingen onder Rollo bij Chartres. Karel begon onderhandelingen met Rollo en toen Rollo zich daarop liet dopen, was Robert zijn peetoom en liet Rollo zich als Robert dopen. In 914 verzekerde Robert de opvolging door zijn zoon Hugo.
Karel was inmiddels ook koning van Lotharingen geworden. De Lotharingse graaf Hagano kreeg een sterke positie aan het hof van Karel en werd boven alle andere edelen begunstigd. Dit leidde tot steeds grotere weerstand onder de andere edelen en de bisschoppen. Toen Karel de Abdij van Chelles, waar de moeder van Hugo's eerste vrouw abdis was, confisqueerde om aan Hagano te schenken, kon Robert dat niet tolereren. Met de hulp van de belangrijkste edelen voerde Robert een staatsgreep uit: Robert werd op 22 juni te Reims tot koning gekozen en op 30 juni 922 daar tot koning gekroond. Na enkele korte gevechten rondom Reims en Laon, wist Robert de koninklijke schat in Laon in handen te krijgen en moest Karel vluchten. Hendrik de Vogelaar erkende Robert als koning van West-Francië en Lotharingen. Karel verzamelde echter een leger in Lotharingen en trok op tegen Robert. In 923 wist Robert tijdens de Slag bij Soissons Karel te verslaan. Robert kwam hier zelf echter bij om het leven - volgens de overlevering werd hij door Karel zelf gedood. Karel werd gevangengenomen en Robert werd opgevolgd door zijn schoonzoon Rudolf I van Frankrijk. Karel zou tot zijn dood (928) een pion blijven in de machtsstrijd tussen de grote edelen.

## Huwelijk en kinderen
Robert is ca. 895 gehuwd met Beatrix van Vermandois. Omdat een dochter van Robert met de broer van Beatrix zou trouwen, moet die dochter geboren zijn uit een eerder huwelijk met een onbekende vrouw, die volgens sommige bronnen misschien Adelheid zou heten. Uit zijn eerste huwelijk was Robert vader van:
- Adelheid (ca. 890-943), gehuwd met Herbert II van Vermandois

Uit zijn tweede huwelijk was Robert vader van:
- Hugo de Grote, de vader van Hugo Capet
- Emma, in 921 gehuwd met Rudolf van Bourgondië,

## Voorouders
| Voorouders van Robert van Bourgondië | Voorouders van Robert van Bourgondië                      | Voorouders van Robert van Bourgondië                      | Voorouders van Robert van Bourgondië                        | Voorouders van Robert van Bourgondië                        | Voorouders van Robert van Bourgondië                      | Voorouders van Robert van Bourgondië                      | Voorouders van Robert van Bourgondië                      | Voorouders van Robert van Bourgondië                      |
| ------------------------------------ | --------------------------------------------------------- | --------------------------------------------------------- | ----------------------------------------------------------- | ----------------------------------------------------------- | --------------------------------------------------------- | --------------------------------------------------------- | --------------------------------------------------------- | --------------------------------------------------------- |
| Overgrootouders                      | Robert II van Haspengouw (765-807) ∞ Theoderata (770-789) | Robert II van Haspengouw (765-807) ∞ Theoderata (770-789) | Hadrianus van Orléans (760-821) ∞ Waldrada van Hornbach (-) | Hadrianus van Orléans (760-821) ∞ Waldrada van Hornbach (-) | Liutfried II van Sundgouw (–) ∞ ? (-)                     | Liutfried II van Sundgouw (–) ∞ ? (-)                     | ? (–) ∞ ? (-)                                             | ? (–) ∞ ? (-)                                             |
| Grootouders                          | Robert van Worms (790-834) ∞ Waldrada van Orléans (-)     | Robert van Worms (790-834) ∞ Waldrada van Orléans (-)     | Robert van Worms (790-834) ∞ Waldrada van Orléans (-)       | Robert van Worms (790-834) ∞ Waldrada van Orléans (-)       | Hugo van Tours (edelman) (775-837) ∞ Ava van Morvois (-)  | Hugo van Tours (edelman) (775-837) ∞ Ava van Morvois (-)  | Hugo van Tours (edelman) (775-837) ∞ Ava van Morvois (-)  | Hugo van Tours (edelman) (775-837) ∞ Ava van Morvois (-)  |
| Ouders                               | Robert IV de Sterke (820-866) ∞ Adelheid van Tours (-866) | Robert IV de Sterke (820-866) ∞ Adelheid van Tours (-866) | Robert IV de Sterke (820-866) ∞ Adelheid van Tours (-866)   | Robert IV de Sterke (820-866) ∞ Adelheid van Tours (-866)   | Robert IV de Sterke (820-866) ∞ Adelheid van Tours (-866) | Robert IV de Sterke (820-866) ∞ Adelheid van Tours (-866) | Robert IV de Sterke (820-866) ∞ Adelheid van Tours (-866) | Robert IV de Sterke (820-866) ∞ Adelheid van Tours (-866) |
| Robert van Bourgondië (866-923)      |                                                           |                                                           |                                                             |                                                             |                                                           |                                                           |                                                           |                                                           |

- Biblioteca Nacional de España: XX1777533
- Bibliothèque nationale de France: cb120084114 (data)
- Gemeinsame Normdatei: 11878904X
- International Standard Name Identifier: 0000 0000 9831 7639
- Library of Congress Control Number: n79120265
- Nationale Bibliotheek van Israël: 987007275564705171
- Nederlandse Thesaurus van Auteursnamen: 074687298
- Système universitaire de documentation: 028200896
- Virtual International Authority File: 77597612
- WorldCat: E39PBJvt6xTXXkbT9bjTdH97HC